# Моя борьба II
«Моя борьба II (англ. My Struggle II) — шестой и заключительный эпизод десятого сезона «Секретных материалов». Автор сценария и режиссёр — Крис Картер. Премьера эпизода состоялась 22 февраля 2016 года на телеканале Fox.

## Сюжет
Дискредитированный в первом эпизоде телеведущий Тэд О'Мэлли готовится выступить с заявлением о том, что практически каждый житель Соединённых Штатов - носитель инопланетной ДНК. В то же самое время куда-то исчезает агент Малдер, в то время как агент Скалли, проведя исследования своего генома и ужаснувшись его результатов, обнаруживает, что огромное число американцев, в том числе и агент Эйнштейн, показывают признаки неизвестного острого заболевания. Агент Скалли вынуждена обратиться к агенту Рейс за помощью...